# Примера B Насьональ
Примера B Насьональ (исп. Primera B Nacional) — соревнование по футболу среди клубов Аргентины, где выявляется чемпион второго по уровню дивизиона, а также команды, которые выходят в элитный дивизион.

## История
До 1948 года во Втором дивизионе выступали любительские команды (профессионализм в элите был введён в 1931 году). В 1949—1986 гг. назывался Дивизион B. С сезона 1986/1987 — Примера B Насьональ (или Насьональ B).
В последние годы лишь чемпион и команда, занявшая 2-е место в Насьональ B, выходят в элитную лигу вместо двух слабейших клубов Примеры, в то время как третья и четвёртая команды Примеры B Насьональ играют стыковые матчи с восемнадцатой и семнадцатой командами в сводной таблице вылета Примеры соответственно.

## Сезон 2022
В сезоне 2022 в Примере B Насьональ выступают следующие команды:
| Команда                    | Город                  | Стадион                                       | Вместимость   |
| -------------------------- | ---------------------- | --------------------------------------------- | ------------- |
| Агропекуарио Архентино     | Карлос-Касарес         | Офелия Росенсуайг                             | 5 000         |
| Альварадо                  | Мар-дель-Плата         | Хосе Мария Минелья                            | 35 354        |
| Альмагро                   | Буэнос-Айрес           | 3 Февраля                                     | 19 000        |
| Альмиранте Браун           | Сан-Хусто              | Фрагата Пресиденте Сармьенто                  | 25 000        |
| Атланта                    | Буэнос-Айрес           | Дон Леон Кольбовски                           | 18 000        |
| Атлетико Рафаэла           | Рафаэла                | Нуэво Монументаль                             | 20 660        |
| Бельграно                  | Кордова                | Хулио Сесар Вильягра                          | 30 500        |
| Браун                      | Буэнос-Айрес           | Леонсио Арандилья                             | 4 500         |
| Вилья-Дальмине             | Кампана                | Эль Колисео де Митре и Пуччини                | 12 000        |
| Гильермо Браун             | Пуэрто-Мадрин          | Рауль Конти                                   | 15 000        |
| Гуэмес                     | Сантьяго-дель-Эстеро   | Мадре де Сьюдадес                             | 30 000        |
| Депортиво Мадрин           | Пуэрто-Мадрин          | Абель Састре                                  | 8 000         |
| Депортиво Майпу            | Майпу                  | Омар Ихинио Спердутти                         | 8 000         |
| Депортиво Морон            | Морон                  | Нуэво Франсиско Урбано                        | 32 000        |
| Депортиво Риестра          | Буэнос-Айрес           | Гильермо Ласа                                 | 3 000         |
| Дефенсорес де Бельграно    | Буэнос-Айрес           | Хуан Паскуале                                 | 10 000        |
| Индепендьенте Ривадавия    | Мендоса                | Баутиста Гаргантини Бисентенарио (Сан-Хуан)   | 24 000 25 000 |
| Институто                  | Кордова                | Хуан Доминго Перон                            | 32 000        |
| Кильмес                    | Кильмес                | Хосе Луис Мейснер                             | 33 200        |
| Митре                      | Сантьяго-дель-Эстеро   | Стадион докторов Хосе и Антонио Касильоне     | 22 500        |
| Нуэва Чикаго               | Буэнос-Айрес           | Нуэва Чикаго                                  | 28 500        |
| Олл Бойз                   | Буэнос-Айрес           | Ислас Мальвинас                               | 21 500        |
| Сакачиспас                 | Буэнос-Айрес           | Роберто Ларроса                               | 5 000         |
| Сан-Мартин (Сан-Хуан)      | Сан-Хуан               | Инженер Иларио Санчес Бисентенарио (Сан-Хуан) | 26 000 25 000 |
| Сан-Мартин (Тукуман)       | Сан-Мигель-де-Тукуман  | Ла-Сьюдадела                                  | 30 500        |
| Сан-Тельмо                 | Док-Суд                | Доктор Освальдо Балетто                       | 5 500         |
| Сантамарина                | Тандиль                | Мунисипаль Хенераль Сан-Мартин                | 8 762         |
| Темперлей                  | Буэнос-Айрес           | Альфредо Беранхер                             | 18 000        |
| Тристан Суарес             | Эсейса                 | 20 октября                                    | 7 500         |
| Феррокарриль Оэсте         | Буэнос-Айрес           | Аркитекто Рикардо Этчеверри                   | 24 268        |
| Фландрия                   | Хосе-Мария-Хауреги     | Карлос V                                      | 5 000         |
| Химнасия (Мендоса)         | Мендоса                | Виктор Антонио Легроталье                     | 14 000        |
| Химнасия (Хухуй)           | Сан-Сальвадор-де-Хухуй | 23 августа                                    | 29 000        |
| Чакарита Хуниорс           | Вилья-Майпу            | Чакарита Хуниорс                              | 26 530        |
| Чако Фор Эвер              | Ресистенсия            | Хуан Альберто Гарсия                          | 25 000        |
| Эстудиантес (Буэнос-Айрес) | Касерос                | Сьюдад де Касерос                             | 16 700        |
| Эстудиантес (Рио-Куарто)   | Рио-Куарто             | Антонио Кандини                               | 11 000        |

## Чемпионы второго (по уровню) дивизиона Аргентины
Ниже представлен список чемпионов всех вторых по уровню дивизионов в структуре лиг чемпионата Аргентины. Однако зачастую в Аргентине подсчёт чемпионских титулов ведётся раздельно и не суммируется.
Название дивизиона
| Название            | Перевод                | Годы      |
| ------------------- | ---------------------- | --------- |
| Amateur             | Любительский           | 1899—1910 |
| División Intermedia | Промежуточный дивизион | 1911—1926 |
| Primera B           | Первый «B»             | 1927—1932 |
| Segunda División    | Второй дивизион        | 1933—1948 |

- 1899 — Банфилд
- 1900 — Банфилд
- 1901 — Барракас Атлетик
- 1902 — Бельграно Атлетик II
- 1903 — Барракас Атлетик II
- 1904 — Барракас Атлетик II
- 1905 — Америка
- 1906 — Эстудиантес БА II
- 1907 — Насьональ
- 1908 — Ривер Плейт
- 1909 — Химнасия и Эсгрима БА
- 1910 — Расинг
- 1911 — Химнасия и Эсгрима Ла-Плата
- 1912 AAF — Феррокарриль Оэсте
- 1912 FAF — Тигре
- 1913 AAF — Уракан
- 1913 FAF — Флореста
- 1914 AAF — Хонор и Патрия
- 1914 FAF — Дефенсорес де Бельграно
- 1915 — Химнасия и Эсгрима Ла-Плата
- 1916 — Спортиво Барракас
- 1917 — Дефенсорес де Бельграно
- 1918 — Эурека
- 1919 AAF — Банфилд
- 1920 AAm — Барракас Сентраль
- 1920 AAF — Эль Порвенир
- 1920 AAm — Хенераль Митре
- 1921 AAF — Спортиво Док Суд
- 1921 AAm — Палермо
- 1922 AAF — Бока Хуниорс II
- 1922 AAm — Архентино дель Суд
- 1923 AAF — Бока Хуниорс II
- 1923 AAm — Либераль Архентино
- 1924 AAF — Чакарита Хуниорс
- 1924 AAm — Экскурсионистас
- 1925 AAF — Спортиво Балькарсе
- 1925 AAm — Тальерес (Ремедиос-де-Эскалада)
- 1926 AAF — Насьональ (Андроге)
- 1926 AAm — Хонор и Патрия
- 1927 — Эль Порвенир
- 1928 — Колехиалес
- 1929 — Хонор и Патрия
- 1930 — Нуэва Чикаго
- 1931 AAF — Либераль Архентино
- 1931 LAF — Не закончен
- 1932 AAF — Спортиво Док Суд
- 1932 LAF — Не закончен
- 1933 AAF — Рамсар
- 1933 LAF — Не закончен
- 1934 AAF — Белья Виста
- 1934 LAF — Ривер Плейт II
- 1935 — Эстудиантес Ла-Плата II
- 1936 — Бока Хуниорс II
- 1937 — Альмагро
- 1938 — Архентино де Кильмес
- 1939 — Банфилд
- 1940 — Архентинос Хуниорс
- 1941 — Чакарита Хуниорс
- 1942 — Росарио Сентраль
- 1943 — Велес Сарсфилд
- 1944 — Химнасия и Эсгрима Ла-Плата
- 1945 — Тигре
- 1946 — Банфилд
- 1947 — Химнасия и Эсгрима Ла-Плата
- 1948 — Архентинос Хуниорс 
(лишён титула из-за всеобщей забастовки футболистов)

### Дивизион B
- 1949 — Кильмес
- 1950 — Ланус
- 1951 — Росарио Сентраль
- 1952 — Химнасия и Эсгрима Ла-Плата
- 1953 — Тигре
- 1954 — Эстудиантес Ла-Плата
- 1955 — Архентинос Хуниорс
- 1956 — Атланта
- 1957 — Сентраль Кордова (Росарио)
- 1958 — Феррокарриль Оэсте
- 1959 — Чакарита Хуниорс
- 1960 — Лос-Андес (Ломас-де-Самора)
- 1961 — Кильмес
- 1962 — Банфилд
- 1963 — Феррокарриль Оэсте
- 1964 — Ланус
- 1965 — Колон (Санта-Фе)
- 1966 — Унион (Санта-Фе)
- 1967 — Дефенсорес де Бельграно
- 1968 — Альмагро
- 1969 — Феррокарриль Оэсте
- 1970 — Феррокарриль Оэсте
- 1971 — Ланус
- 1972 — Олл Бойз
- 1973 — Банфилд
- 1974 — Темперли
- 1975 — Кильмес
- 1976 — Платенсе (1 раунд)
- 1976 — Ланус (финал)
- 1977 — Эстудиантес БА
- 1978 — Феррокарриль Оэсте
- 1979 — Тигре
- 1980 — Сармьенто (Хунин)
- 1981 — Нуэва Чикаго
- 1982 — Сан-Лоренсо де Альмагро
- 1983 — Атланта
- 1984 — Депортиво Эспаньол
- 1985 — Росарио Сентраль
- 1986 — Депортиво Итальяно (ре-квалификационный турнир)

### Насьональ B
- 1986/87 — Депортиво Арменио
- 1987/88 — Депортиво Мандию
- 1988/89 — Чако Фор Эвер
- 1989/90 — Уракан
- 1990/91 — Кильмес
- 1991/92 — Ланус
- 1992/93 — Банфилд
- 1993/94 — Химнасия и Эсгрима Хухуй
- 1994/95 — Эстудиантес Ла-Плата
- 1995/96 — Уракан Корьентес
- 1996/97 — Архентинос Хуниорс
- 1997/98 — Тальерес (Кордова)
- 1998/99 — Институто
- 1999/00 — Уракан
- 2000/01 — Банфилд
- 2001/02 — Олимпо
- 2002 Ап. — Атлетико Рафаэла
- 2003 Кл. — Атлетико Рафаэла
- 2003 Ап. — Институто
- 2004 Кл. — Альмагро
- 2004 Ап. — Тиро Федераль
- 2005 Кл. — Химнасия и Эсгрима Хухуй
- 2005 Ап. — Годой Крус
- 2006 Кл. — Нуэва Чикаго
- 2006 Ап. — Олимпо
- 2007 Кл. — Олимпо
- 2007/08 — Сан-Мартин (Тукуман)
- 2008/09 — Атлетико Тукуман
- 2009/10 — Олимпо
- 2010/11 — Атлетико Рафаэла
- 2011/12 — Ривер Плейт
- 2012/13 — Росарио Сентраль
- 2013/14 — Банфилд
- 2014 — Не выявлялся[1]
- 2015 — Атлетико Тукуман
- 2016 — Тальерес (Кордова)
- 2016/17 — Архентинос Хуниорс
- 2017/18 — Альдосиви
- 2018/19 — Арсенал
- 2019/20 — Чемпионат не доигран из-за пандемии COVID-19
- 2020 — Сармьенто (Хунин)
- 2021 — Тигре и Барракас Сентраль